# ضرو (كلب)

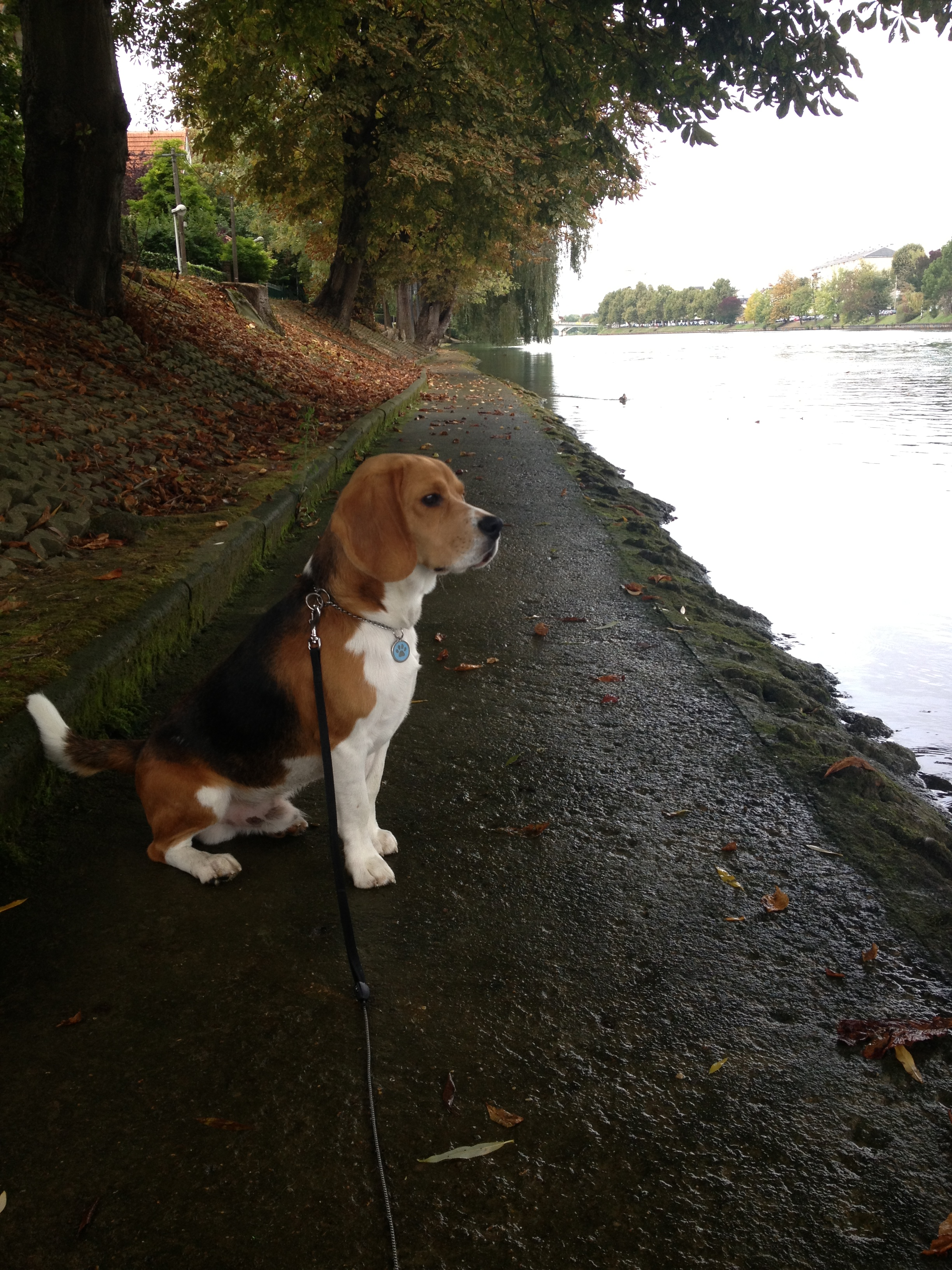
البيغل هو سلالة صغيرة من الضِّراء.

الضِّرْو (الجمع: ضِرَاء، أَضْرٍ) (بالإنجليزية: Hound) هو نوع من كلاب الصيد يستخدمه الصيادون لتعقب الفريسة أو مطاردتها.

## وصف
يمكن أن تتناقض الضراء مع كلب البندقية [الإنجليزية] التي تساعد الصيادين من خلال تحديد الفريسة و/أو استعادة الطرائد المصابة. كانت سلالات الضراء هي أولى كلاب الصيد. لديهم إما حاسة شم قوية أو سرعة كبيرة أو كلاهما. هناك ثلاثة أنواع من الضراء، مع وجود عدة أصناف من السلالات:
- ضراء البصر: تتبع الفريسة بالسرعة في الغالب، وتبقيها في مرمى البصر. تتميز هذه الكلاب بالسرعة وتساعد الصيادين في اصطياد الطرائد: الثعالب، والقُوَاعات، والأيائل، والإلكات.[4]
- كلاب الشم [الإنجليزية]: تتبع الفريسة الفريسة أو غيرها (مثل الأشخاص المفقودين) من خلال تتبع رائحتها. تتمتع هذه الكلاب بقدرة على التحمل، ولكنها ليست سريعة في الجري.[5]
- أما باقي سلالات كلاب الصيد فتتبع فرائسها باستخدام البصر والشم معًا. من الصعب تصنيفها لأنها ليست ضراء البصر ولا كلاب البصر على وجه التحديد.